# 本·法爾科內
本傑明·斯科特·法爾科內（英語：Benjamin Scott Falcone，1973年8月25日—）是一名美國喜劇演員、導演和電影製片人。他與女演員瑪莉莎·麥卡錫結婚，並與他育有兩個孩子。他曾在《好孕大作戰》和《足夠說》中擔任主演。
法爾科尼的執導處女作是2014年的《Tammy》，该片是與麥卡錫共同創作。他還導演、合寫並製作了《The Boss》，《Life of the Party》，《Superintelligence》和《雷霆女神》，這些電影也都是由他妻子麥卡錫主演。

## 生平
法爾科內出生於伊利諾伊州的卡本戴爾，是Peg和Steve Falcone的兒子。他具有義大利、英格兰、德国和愛爾蘭的血統。
法爾科內於2005年10月8日與他的長期女友女演員瑪麗莎·麥卡錫結婚，並與他育有兩個女兒。

## 外部連結
- Ben Falcone在互联网电影资料库（IMDb）上的資料（英文）